# Жайсан (Алматинская область)
Жайсан (каз. Жайсаң) — село в Жамбылском районе Алматинской области Казахстана. Входит в состав Аксенгирского сельского округа. Код КАТО — 194237200.

## Население
В 1999 году население села составляло 861 человек (414 мужчин и 447 женщин). По данным переписи 2009 года, в селе проживало 1390 человек (699 мужчин и 691 женщина).